# Федеріка Кесаріні
Федеріка Кесаріні (італ. Federica Cesarini, нар. 2 серпня 1996) — італійська веслувальниця, олімпійська чемпіонка 2020 року.

## Виступи на Олімпіадах
| Олімпіада  | Дисципліна               | Місце |
| ---------- | ------------------------ | ----- |
| Токіо 2020 | парні двійки, легка вага | 1     |

## Зовнішні посилання
- Федеріка Кесаріні на сайті FISA.

1. 1 2  Federica Cesarini
2. ↑  https://olympics.com/tokyo-2020/olympic-games/en/results/rowing/athlete-profile-n1321401-cesarini-federica.htm